# Korvette

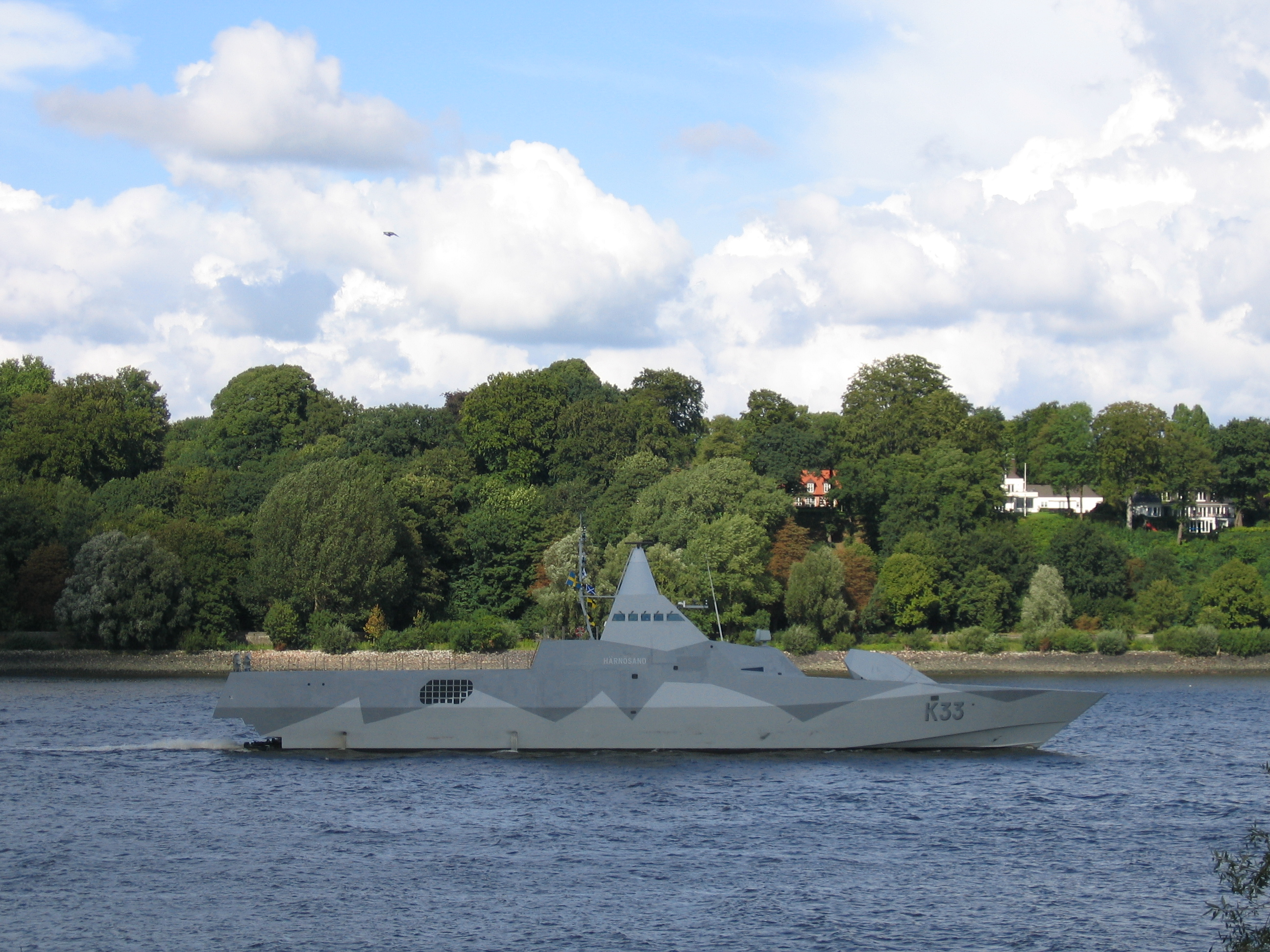
Die Härnösand (Visby-Klasse) der schwedischen Marine

Korvette ist seit dem 18. Jahrhundert die Bezeichnung für eine Reihe von Typen kleiner Kriegsschiffe. Begriffsüberschneidungen gibt es mit der englischen Sloop.

## Segelschiffzeitalter

Korvette auf der griechischen 2-Cent-Münze

Korvetten waren in den Segelschiffflotten des 17. bis 19. Jahrhunderts kleine Kampfschiffe mit zunächst nur einem Mast und einer Wasserverdrängung bis zu 200 Tonnen. Die klassischen Korvetten entstanden gleichzeitig mit den Fregatten Mitte des 18. Jahrhunderts als unklassifizierte, kleine, schnelle Kriegsschiffe mit geringem Tiefgang. Als kostengünstigere Alternative wurden sie meist mit 10 bis 24 Kanonen kleineren Kalibers bestückt, hatten eine Wasserverdrängung zwischen 400 und 600 Tonnen, verfügten über drei Masten und waren als Vollschiffe getakelt.
Ihre Größe war geringer als die der Fregatte, sie hatten aber bei geringerer Seeausdauer ähnliche Aufgaben. Im Unterschied zu den Fregatten gab es kein geschlossenes Batteriedeck, alle Geschütze waren auf dem offenen Hauptdeck aufgestellt. Wegen ihrer Geschwindigkeit und Wendigkeit wurden sie als Kurier- oder Aufklärungsschiffe verwendet. Außerdem nutzte man sie in der Art eines Kreuzers für das Stören des Seehandels bzw. die Sicherung eigener Seewege. In Seeschlachten dienten sie als in loser Gefechtsordnung kämpfende Tirailleure oder als Depeschenboote.

### Beispiele für Segelkorvetten
- Unité (1794)
- Amazone (1843)
- Constellation (1854)
- Dupleix (1862)
- Uruguay (1873)

## 19. Jahrhundert
Mit dem Aufkommen der Dampfantriebe Mitte des 19. Jahrhunderts verloren die klassischen Typbezeichnungen ihre Bedeutung, so dass die Typenbezeichnungen „Fregatte“ wie auch „Korvette“ wahllos für Schiffe mit verschiedenen Antrieben und Größen verwendet wurden. Weiterhin blieb es aber bei der Takelung als Vollschiff und drei Masten. In der Preußischen Marine und der späteren deutschen Kaiserlichen Marine setzte sich der Begriff „Korvette“ als offizielle Bezeichnung für einen Kriegsschiffstyp durch. Unterschieden wurde zwischen den kleineren „Glattdeckskorvetten“ mit offenem Batteriedeck und den größeren „Gedeckten Korvetten“ mit geschlossenem Batteriedeck. In dieser Zeit gab es auch noch die sogenannte „Ausfallkorvette“ (auch „Panzerkorvette“), ein gepanzertes kleineres Kriegsschiff mit geringem Tiefgang, welches für den Durchbruch einer Blockade (zum Beispiel eines Hafens) konzipiert war.
1884 änderte die Kaiserliche Marine diese Typenbezeichnungen. Die „Glattdeckskorvetten“ wurden in „Kreuzerkorvetten“ und die „Gedeckten Korvetten“ in „Kreuzerfregatten“ umklassifiziert. 1893 änderten sich diese Klassifizierungen erneut und die noch verbliebenen „Kreuzerkorvetten“ und „Kreuzerfregatten“ wurden in „Kreuzer III. Classe“ (für die älteren, kleineren Schiffe) bzw. „Kreuzer II. Classe“ (für die jüngeren, größeren Schiffe) eingruppiert.
Damit verschwanden die Begriffe „Korvette“ und auch „Fregatte“ zunächst aus den Typenbezeichnungen der deutschen Marine.

### Beispiele für Dampfkorvetten

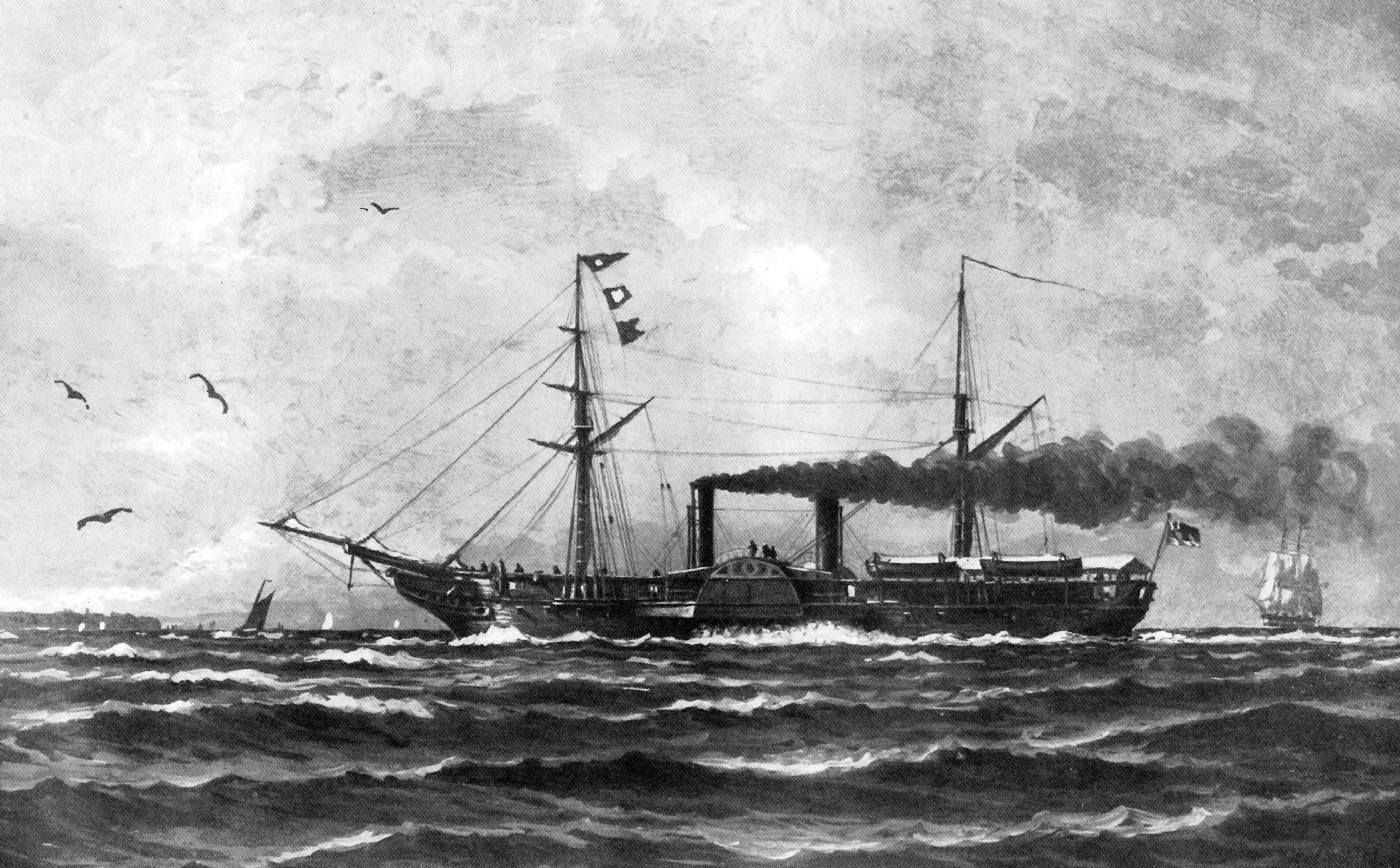
Radkorvette Großherzog von Oldenburg der Reichsflotte um 1850

- Großherzog von Oldenburg (1849)
- Challenger (1858)
- Alabama (1862)
- Augusta (1864)
- HMS Modeste (1873)

### Beispiel für eine Panzerkorvette
- Sachsen (1877)

## 20. Jahrhundert

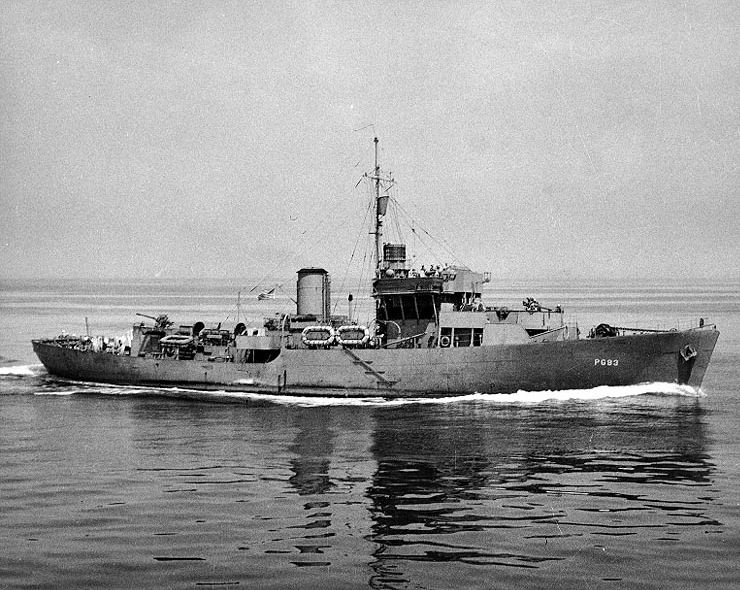
Die Intensity, US-amerikanische Korvette der Flower-Klasse

Kurz vor dem Zweiten Weltkrieg stellte die Royal Navy Überlegungen an, wie man im Falle eines Krieges die Handelsrouten vor Unterseebooten schützen könne. Eines der Ergebnisse war die Entwicklung eines kleinen Kriegsschiffes, das auf einem Walfänger-Entwurf basierte. Diese Schiffe waren billig und konnten auch von kleinen Werften ohne Erfahrung im Kriegsschiffbau hergestellt werden. Die Nachteile dieses Entwurfs waren die sehr niedrige Geschwindigkeit, die mit 16 Knoten ein bis zwei Knoten langsamer war als die eines deutschen U-Bootes bei Überwasserfahrt, sowie die schwache Bewaffnung, die veraltete Kolbendampfmaschine und die schlechten Seeeigenschaften (laut Besatzung „schlingerten sie auch schon auf einer nassen Wiese“ (englisch they would roll in wet grass)).
Die traditionsreiche Royal Navy wählte für diese neue Klasse den alten Namen „Korvette“. Die einzelnen Schiffe der ersten Bauserie wurden nach Blumenarten benannt, was zu Schiffsnamen wie HMS Petunia, HMS Pimpernel oder HMS Crocus führte. Diese Korvetten wurden als Flower-Klasse bekannt. Später folgten Bauserien, deren Schiffe z. B. nach Burgen benannt waren (Castle-Klasse). Eigentlich waren die Korvetten eher für die Sicherung von Geleitzügen in Küstennähe gedacht, sie wurden aber bei jeder Jahreszeit und allen Wetterbedingungen im Nordatlantik eingesetzt. Die Lebensbedingungen der Besatzung waren extrem schlecht. Trotzdem bewährte sich die Korvette als U-Boot-Jäger, allerdings war sie nur in Gebieten brauchbar, in denen keine Gefahr von Luftangriffen bestand. Wurde eine Korvette versenkt, gab es meistens keine Überlebenden.
Einschließlich einiger Unterversionen wurden nahezu dreihundert Stück im Vereinigten Königreich, in Kanada und in Frankreich gebaut. Die in Frankreich gebauten Boote fielen den Deutschen in die Hände und fuhren als Geleitboote bei der Kriegsmarine, so dass die Korvette auf beiden Seiten kämpfte. Die Royal Navy gab viele Schiffe an Verbündete ab. Die Exilmarinen von Norwegen und Polen sowie die Royal Canadian Navy behielten die englischen Namen bei, das freie Frankreich gab den Schiffen den Namen derselben Pflanze in französischer Sprache. Auch die US Navy erhielt einige auf kanadischen Werften gebaute Flower-Korvetten und bezeichnete diese als Temptress-Klasse.
Nach dem Krieg wurden die Schiffe meist relativ schnell ausrangiert, denn sie waren nicht auf Haltbarkeit gebaut, durch den Krieg abgenutzt und außerdem veraltet. Es gibt heute nur noch eine einzige Korvette aus dem Zweiten Weltkrieg, die kanadische HMCS Sackville, die nach dem Krieg als Forschungsschiff benutzt worden war und so überlebte.

## Gegenwart

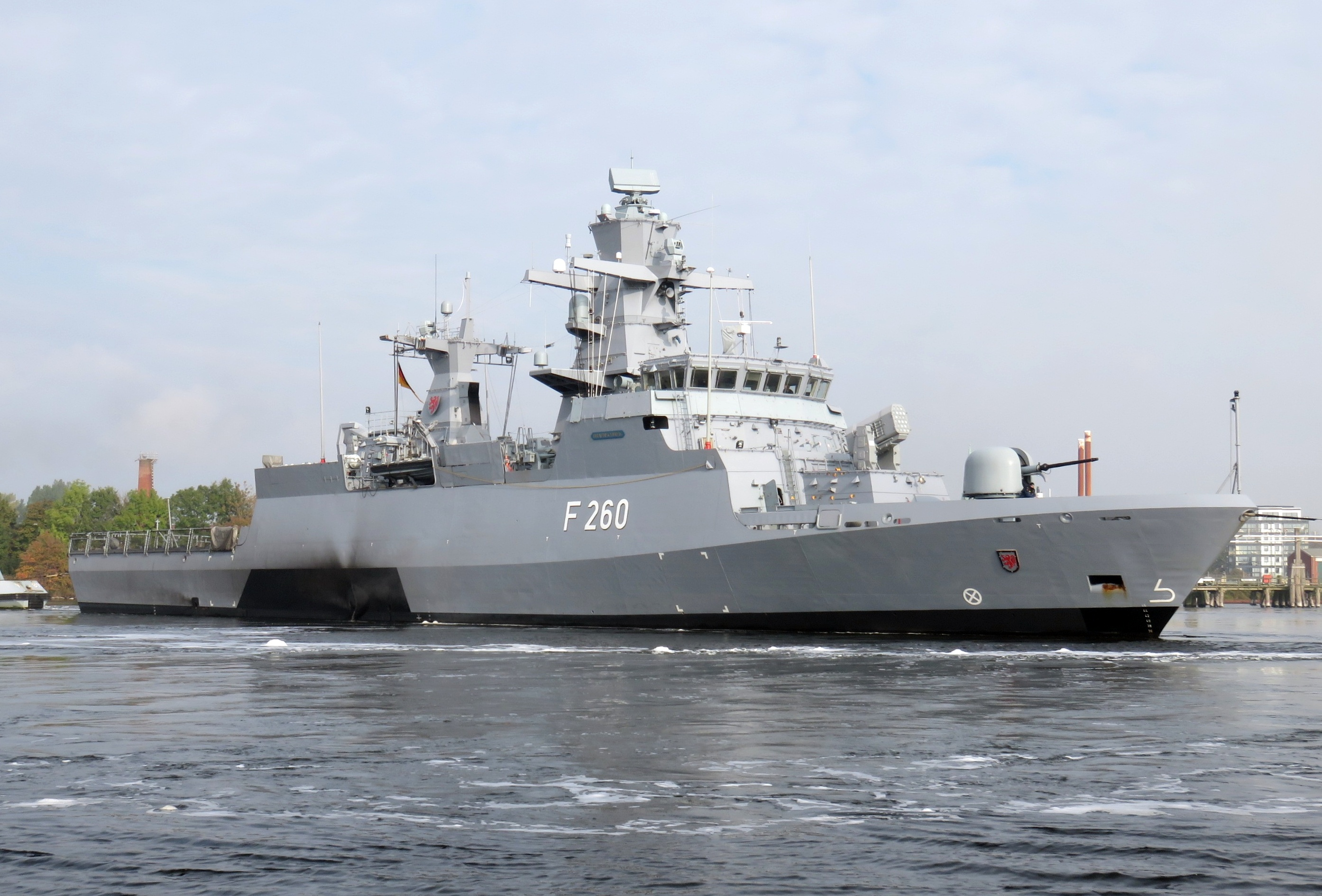
Die Braunschweig der Deutschen Marine

Nach dem Zweiten Weltkrieg verschwand der Typ der Korvette zunächst wieder. Wegen der höher entwickelten und schnelleren U-Boote wurde die U-Boot-Jagd wieder Aufgabe von Zerstörern und Fregatten.
In den letzten 30 Jahren werden wieder Schiffe als Korvetten bezeichnet. Es handelt sich dabei wie zu Segelschiffzeiten um Kriegsschiffe, die größer sind als Patrouillenboote oder Schnellboote, aber kleiner als Fregatten. Allerdings sind heutige Korvetten teilweise größer als Fregatten und Zerstörer des Zweiten Weltkrieges. Im englischen Sprachraum werden sie auch als „kleine Fregatten“ („small frigates“) bezeichnet. Dies erklärt z. B. auch, dass die Korvetten der Deutschen Marine den Präfix-Buchstaben „F“ für Fregatte in der Rumpfnummer führen.
Bisher waren Korvetten vor allem für die Marinen von Entwicklungsländern attraktiv und wurden oftmals von deutschen oder italienischen Werften für den Export gebaut. Die Sowjetunion baute auch einige Schiffe, die von der NATO als Korvetten, vom Warschauer Pakt aber je nach Einsatzgebiet als Raketenschiffe oder kleine Anti-U-Boot-Schiffe klassifiziert wurden.
In den letzten Jahren wurde die Korvette auch für andere Staaten attraktiv. Da Flugkörper-Schnellboote immer stärker bedroht wurden, benötigt man ein kleines Kriegsschiff mit besseren Verteidigungsfähigkeiten. Heutige Korvetten sind fast genauso schwer bewaffnet wie Fregatten, besitzen in der Regel aber nur geringfügige Fähigkeiten zur U-Boot-Jagd. Zudem wird aus Platz- und Kostengründen oftmals auf eine Senkrechtstartanlage für Flugkörper verzichtet. Allerdings ist bei einem so kleinen Schiff immer das Risiko gegeben, dass es mit Waffensystemen überfrachtet wird.
Länder, in denen solche modernen Korvetten eingesetzt werden, sind u. a. Israel (Sa’ar-5-Klasse, in den USA gebaut). Die deutsche Marine führte die Braunschweig-Klasse als Ersatz für die Schnellboote ein. Die wohl futuristischste moderne Korvette ist die schwedische Visby-Klasse, die als Tarnkappen-Schiff gebaut wurde.
Die US Navy setzt mit der Independence- und der Freedom-Klasse ebenfalls kleinere Schiffe für küstennahe Operationen ein, bezeichnet aber beide Klassen mit dem neuen Begriff Littoral Combat Ship.

## Moderne Korvetten-Klassen (Raketenkorvetten)
- Karakurt-Klasse (Russland)
- Stereguschtschi-Klasse (Russland)
- Grischa-Klasse (Russland)
- Dergach-Klasse (Russland)
- Nanuchka-Klasse (Russland)
- Tarantul-Klasse (Russland)
- Pauk-Klasse (Russland)
- Minerva-Klasse (Italien)
- Descubierta-Klasse (Spanien)
- Visby-Klasse (Schweden)
- Braunschweig-Klasse K130 (Deutschland)
- Baynunah-Klasse (Vereinigte Arabische Emirate)
- Abu Dhabi (Vereinigte Arabische Emirate)
- Sa’ar-5-Klasse (Israel)
- Inhaúma-Klasse (Brasilien)
- Ada-Klasse (Türkei)
- Sigma-Klasse (Indonesien, Marokko)
- Typ 056 (Volksrepublik China)